# Burgstall Mallerstetten
Der Burgstall Mallerstetten oder auch Burgstall Auf der Schmalzen ist eine abgegangene mittelalterliche Höhenburg auf einer Bergzunge in der Waldflur „Auf der Schmalzen“, etwa 1500 Meter südsüdöstlich der katholischen Filialkirche St. Georg in Mallerstetten oder 2150 Meter westnordwestlich der Gemeinde Dietfurt an der Altmühl im oberpfälzischen Landkreis Neumarkt in der Oberpfalz in Bayern, Deutschland.
Über diese Burg sind keine geschichtlichen oder archäologischen Informationen bekannt. Sie wird grob auf mittelalterliche Zeitstellung datiert. Möglicherweise war die Burg die Vorgängeranlage des Schlosses von Klevenhüll der Herren von Klevenhüll. Erhalten haben sich von der Anlage nur ein Halsgraben sowie Wallzüge, die Stelle ist als Bodendenkmal Nummer D-3-6935-0029: Mittelalterlicher Burgstall geschützt.

## Beschreibung

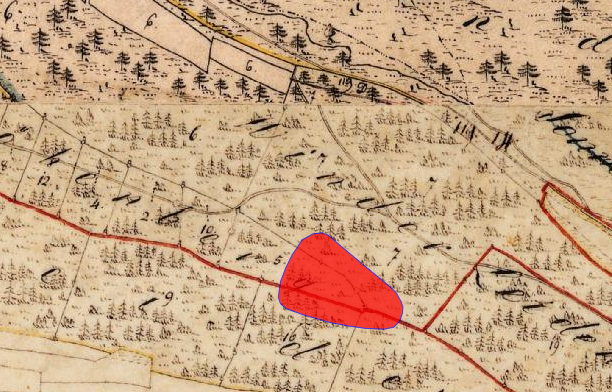
Lageplan des Burgstalls Mallerstetten auf dem Urkataster von Bayern

Die Burgstelle befindet sich auf etwa 480 m ü. NHN und damit rund 110 Höhenmeter über dem Talgrund auf einer langen, nach Südosten gerichteten Bergzunge über dem Dietfurter Talbecken. Drei Seiten des Berges fallen steil in das Tal der Altmühl sowie in ein Nebental in Norden ab; die Burg war so von Natur aus gut geschützt. Nur im Nordwesten, wo die Burgfläche erst in einen schmalen und etwa 250 Meter langen Bergrücken und anschließend in die Jura-Hochfläche übergeht, musste sie besonders gesichert werden. Dort ist die Burgstelle durch einen 35 Meter langen und vier Meter breiten Halsgraben und einen unmittelbar dahinter liegenden, acht Meter breiten  Wallzug befestigt. Die Sprunghöhe, also die Höhendifferenz zwischen Grabensohle und Wallkamm, beträgt bis zu 1,8 Meter.
Die dreiecksförmige, 75 Meter lange und 35 Meter breite Burgfläche fällt zur Bergspitze leicht ab. Auch die Längsseiten des Geländes sind von nur noch schwach erhaltenen Randwällen umgeben, so dass die Fläche leicht gegenüber der Umgebung erhöht ist.